# Meščerština
Meščerština je vymřelý ugrofinský jazyk
finsko-volžské jazykové podskupiny.
Patří do rodiny uralských jazyků. Meščerštinou hovořili lidé z kmene Meščerů,
kteří obývali povodí řeky Oky na území dnešního
Ruska. O tomto jazyce je známo velice málo. Do dnešní doby se z jazyka
dochovala jen některá toponyma. Ze současných jazyků jsou zřejmě nejblíže příbuzné
mordvinské jazyky erzja a mokša.
Meščerština vymizela během 16. století.